# Línea T12 Express (Tranvía de París)
La Línea T12 Express de tranvía es una línea que combina la actual vía del RER C (rama C8) desde su inicio en la estación de Massy - Palaiseau hasta la estación de Épinay-sur-Orge y una vía convencional de tranvía a la que se une en esta estación y que se prolonga hasta el final de la línea en la estación de Évry - Courcouronnes. El 22 de agosto de 2013 se declaró proyecto de utilidad pública. Se puso en marcha a finales de 2023.

## Trazado y estaciones
|  |   |  | estaciones            | municipio                        | correspondencia |
|  | - |  | --------------------- | -------------------------------- | --------------- |
|  | o |  | Évry-Courcouronnes    | Évry, Courcouronnes              | T Zen 4         |
|  | o |  | Bois Briard           | Courcouronnes                    |                 |
|  | o |  | Traité de Rome        | Courcouronnes                    |                 |
|  | o |  | Bois de Saint-Eutrope | Ris-Orangis                      |                 |
|  | o |  | Ferme Neuve           | Grigny                           | T Zen 4         |
|  | o |  | Amédée Gordini        | Viry-Châtillon, Grigny           |                 |
|  | o |  | Coteaux de l'Orge     | Morsang-sur-Orge, Viry-Châtillon |                 |
|  | o |  | Parc du Château       | Morsang-sur-Orge                 |                 |
|  | o |  | Épinay-sur-Orge       | Épinay-sur-Orge                  |                 |
|  | o |  | Petit Vaux            | Épinay-sur-Orge                  |                 |
|  | o |  | Gravigny-Balizy       | Longjumeau                       |                 |
|  | o |  | Chilly-Mazarin        | Chilly-Mazarin                   |                 |
|  | o |  | Longjumeau            | Longjumeau, Champlan             |                 |
|  | o |  | Champlan              | Champlan                         |                 |
|  | o |  | Massy-Europe          | Massy                            |                 |
|  | o |  | Massy - Palaiseau     | Massy                            | (2024) TGV      |